# Ilmatsalu (dorp)
Ilmatsalu is een plaats in de Estlandse gemeente Tartu (die naast de stad Tartu nog twaalf andere plaatsen omvat), provincie Tartumaa. De plaats heeft 53 inwoners (2021) en heeft de status van dorp (Estisch: küla).
Tot in 2017 hoorde Ilmatsalu bij de gemeente Tähtvere. In dat jaar werd de landgemeente Tähtvere bij de stadsgemeente Tartu gevoegd. In dezelfde gemeente ligt nog een plaats die Ilmatsalu heet. Die heeft de status van groter dorp of ‘vlek’ (Estisch: alevik). De vlek ligt ten oosten van het dorp.
Het dorp Ilmatsalu ligt net als de vlek aan de gelijknamige rivier, die ten noordwesten van het dorp uitstroomt in de rivier Emajõgi.
Ten noorden van Ilmatsalu ligt het natuurreservaat Kärevere looduskaitseala.

## Geschiedenis
Ilmatsalu werd in voor het eerst genoemd in 1601 onder de naam Ilmatz. Het dorp lag op het landgoed Ilmatsalu, waarvan het landhuis nog steeds bestaat. Pas in 1923 wordt melding gemaakt van een tweede nederzetting op het terrein van het (op dat moment voormalige) landgoed. Dat werd de vlek Ilmatsalu.
Het dorp lag ten noorden en westen van de vlek. In 1977 werd het noordelijk deel bij het dorp Tüki gevoegd en het westelijk deel bij de vlek Ilmatsalu. In 1997 werd het westelijk deel weer een zelfstandig dorp.